# Retirada fingida
Una retirada fingida és una tàctica militar, un tipus de finta, mitjançant la qual una força militar simula retirar-se o fugir en desbandada per fer caure un enemic en una posició de vulnerabilitat.
Una retirada fingida és una de les tàctiques més difícils d'emprendre per una força militar i requereix soldats ben disciplinats. Això es deu al fet que, si l'enemic pressiona cap al cos en retirada, és probable que les tropes indisciplinades perdin coherència i la derrota esdevingui autèntica.
Els romans d'Orient copiaren aquesta tàctica de genets de les estepes com els magiars i els alans.

## Exemples
- Batalla de Marató (490 aC)
- Batalla de les Termòpiles (480 aC)
- Batalla d'Agrigent (262 aC)
- Batalla del riu Bagradas (240 aC)
- Batalla de Trebia (218 aC)
- Batalla de Tigranocerta (69 aC)
- Batalla de Carres (53 aC)
- Batalla del Bagradas (49 aC)
- Batalla de Lugdúnum (197)
- Batalla de Bowang (202)
- Batalla d'Abritus (251)
- Batalla de Naïssus (268)
- Batalla de Salsu (612)
- Campanya d'Heracli (622)
- Batalla de Sarus (625)
- Batalla de Nínive (627)
- Batalla de Nahāvand (642)
- Batalla de Dun Nechtain (685)
- Batalla d'Amblève (716)
- Batalla de Brenta (899)
- Batalla de Lechfeld (910)
- Batalla de Püchen (919)
- Batalla d'Arcadiòpolis (970)
- Batalla de Conquereuil (992)
- Batalla de Hastings (1066)
- Batalla de Calaura (1078)
- Batalla de Larisa (1083)
- Batalla d'Haran (1104)
- Batalla d'Al-Sannabra (1113)
- Setge de Sozopolis (1120)
- Batalla de Cresson (1187)
- Segona batalla de Tarain (1192)
- Batalla d'Adriania (1205)
- Batalla de la Muntanya del Caucas (1222)
- Batalla del riu Kalka (1223)
- Batalla de Chmielnik (1241)
- Batalla de Legnica (1241)
- Batalla d'Ain Jalut (1260)
- Batalla de Moclín (1280)
- Batalla del golf de Nàpols (1284)
- Batalla de Kili (1299)
- Batalla del riu Vorskla (1399)
- Batalla de Grunwald (1410)
- Batalla de Lipany (1434)
- Batalla d'Ocrida (1464)
- Batalla del camp de Krbava (1493)
- Batalla de Marv (1510)
- Batalla d'Acajutla (1524)
- Batalla d'Ancrum Moor (1545)
- Batalla de Kizaki (1572)
- Batalla de l'illa Hansan (1592)
- Batalla de Traigh Ghruinneart (1598)
- Batalla de Mirăslău (1600)
- Batalla d'Urmia (1604)
- Batalla de Kircholm (1605)
- Batalla de Prostki (1656)
- Battle of Musgrove Mill (1780)
- Batalla de Castiglione (1796)
- Batalla de Delhi (1803)
- Batalla d'Austerlitz (1805)
- Batalla de Fetterman (1866)